# Francis Reginald Hull
Francis Reginald Hull conhecido como Mister Hull (Wimbledon (Londres), 21 de novembro de 1872 — Fortaleza, 1 de março de 1951) foi um engenheiro ferroviário britano-brasileiro. Construiu no Brasil, nos estados de São Paulo, Ceará e Bahia, as primeiras vias de caminho de ferro. Hull emprestou seu nome a uma das principais vias de acesso que ligam Fortaleza a Caucaia (município da  Região Metropolitana) Avenida Mister Hull, e, com suas observações astronômicas e meteorológicas, tornou-se autoridade em estudos climáticos do Nordeste.

## Biografia
Nascido em Wimbledon em 21 de novembro de 1872, filho do almirante da Marinha Real Thomas Arthur Hull, Francis Reginald Hull ingressou na  Philological Society (rebatizada St Marylebone Grammar School). Posteriormente ingressou na School of Engineering do Crystal Palace School (onde foi contemporâneo de Reginald Walter Maudslay, futuro fundador da Standard Motor Company e do futuro jornalista e poeta David McKee Wright), graduando-se engenheiro ferroviário.
Hull deixou cinco filhos: Julian Ferreira Lima Hull, que continuou brilhantemente o seu legado, Francisco dos Santos Pereira Hull, as filhas Carlinda Ferreira Lima e Aurelina Ferreira Lima Carvalho e os netos Julianne Hull, Maurício F L Carvalho e Marcelo F L Carvalho, além de Frank Soares Hull, Osvaldo Soares Hull e Miriam Soares Hull. Ele também teve um filho, R. F. C. Hull, nascido no Reino Unido em 1913.

## Engenharia
Com o projeto de modernização da ferrovia britânica São Paulo Railway, Hull é uma das centenas de pessoas especializadas contratadas temporariamente para a realização das obras, tendo chegado ao Brasil em 1892. Retornou brevemente ao Reino Unido no ano seguinte, onde cursou Astronomia e Agrimensura na Real Sociedade Geográfica (Reino Unido). Após uma breve temporada na África do Sul, é recontratado pela São Paulo Railway como engenheiro agrimensor e é responsável pelo levantamento topográfico do projeto de Serra Nova. Com o andamento do projeto, passou a projetar e gerenciar a execução de boa parte das obras de arte da ferrovia. Com a conclusão das obras, em 1900, regressou ao Reino Unido, onde passou a atuar em obras sanitárias e de abastecimento.

### Regresso ao Brasil
Com o arrendamento das Estrada de Ferro de Baturité e Estrada de Ferro de Sobral para a empresa britânica South American Railway Construction Company Limited, o engenheiro Hull é contratado por esta última para ser superintendente da ferrovia. Problemas nos pagamentos, por parte da União, descumprimento de clausulas do contrato pelos ingleses e até a Revolução cearense causaram grandes problemas no projeto. Com a Primeira Guerra Mundial, os empresários britânicos ficam sem fundos para tocar o projeto e a concessão foi retomada pelo governo brasileiro em 1915, que a devolveu para a estatal Rede de Viação Cearense.
Em meio a esse cenário, Hull retornou ao Reino Unido e se alistou no Real Corpo de Engenharia do Exército Britânico. Como membro do corpo de engenharia, Hull foi enviado como oficial engenheiro para a região da Mesopotâmia. Durante a campanha da Mesopotâmia foi promovido por diversas vezes. Após o final do conflito, foi promovido a tenente-coronel  e deixou o exército em 1920.
Em 1921 regressou o Brasil para gerenciar o projeto e construção da Estrada de Ferro de Ilhéus pela State of Bahia South Western Railway Company Limited, sendo noemado superintendente desta entre 1925 e 1927. Ao mesmo tempo, passou a representar o Reino Unido, sendo vice-cônsul britânico em Ilhéus.

### Ceará
Em maio de 1933 transferiu-se novamente para o Ceará, onde acabou fixando residência. No estado, assumiu a superintendência da Ceará Tramway, Light & Power Co. Com um engajamento cada vez maior entre a comunidade britânica em Fortaleza, acabou se tornando Vice-Cônsul do Governo Britânico no Ceará (1933-44) e presidente do Country Club do Ceará, vice-presidente do Rotary Club entre 1936/7 e membro do Instituto do Ceará.

## Diagrama das Secas
O engenheiro Hull elaborou em 1939 um estudo sobre o fenômeno das secas, que observara no Ceará desde sua primeira passagem pelo estado na década de 1910. As observações e cálculos elaborados por ele criaram o chamado “Diagrama das Secas”, onde se propunha a prever (baseado em observações astronômicas, estatísticas, meteorológicas e o ciclo undecimal das manchas solares) a ocorrência de períodos de enchentes e seca. O intuito seria permitir à população e autoridades se prepararem adequadamente para enfrentar esses períodos. Após sua morte, seu filho Julian Ferreira Lima se tornou meteorologista e continuou a estudar e aprimorar o trabalho de seu pai. Com o digrama elaborado em 1939, foram previstas as secas de 1941,1942 e 1958 e as enchentes de 1960 e 1961.

## Morte
Faleceu aos 78 anos no dia 1 de março de 1951, sendo enterrado no cemitério São João Batista, na cidade de Fortaleza.

## Legado
A documentação acumulada pelo engenheiro Hull nos projetos que acompanhou foi reunida no livro Arquitetura ferroviária no Ceará: registro gráfico e iconográfico, de José Capelo Filho e Lídia Sarmiento, publicado em 2010 pela editora da Universidade Federal do Ceará.

## Na cultura popular
Segundo uma lenda popular, durante a construção das ferrovias cearenses (alguns autores situam a ocorrência erroneamente no século XIX), Hull contratou dezenas de engenheiros britânicos para supervisionar as obras. Um deles, de nome desconhecido, era conhecido por ser muito severo com os operários locais e tido por ser homossexual (dado seus trejeitos afeminados). No trabalho de implantação dos trilhos, sua obsessão por manter a bitola da via se tornou famosa. Ao se dirigir aos operários, o engenheiro anônimo, dizia "cuidado com o baitola!", "atenção para a baitola!", pronunciando a palavra "bitola" com forte sotaque anglófono. Ao repetir tantas vezes a palavra bitola como "baitola", acabou sendo apelidado pelos operários locais como "Mr. Baitola". O apelido acabou incorporado ao vocabulário popular do nordeste (principalmente no Ceará) para designar pejorativamente um indivíduo homossexual.